# Joan Morell i Comas
Joan Morell i Comas (Pineda de Mar, 1962) és un polític català, exalcalde de Pineda de Mar i diputat al Parlament de Catalunya en la VIII, IX i X legislatures.
Ha treballat en el sector de la banca, com a administratiu i comercial (1978-1999). És membre de l'agrupament escolta i guia Montpalau de Pineda, i participa en les activitats teatrals del centre cultural i recreatiu de Pineda de Mar. També ha estat monitor del casal d'estiu. Va ser jugador de bàsquet de la Unió Esportiva i Recreativa Pineda de Mar. Pertany al sindicat Comissions Obreres.
Afiliat a Convergència Democràtica de Catalunya (CDC), ha estat regidor a l'Ajuntament de Pineda de Mar (1991-1999), i n'ha estat alcalde del 1999 al 2007. És conseller comarcal del Maresme des del 1999, conseller nacional de CDC i de Convergència i Unió (CiU), vicepresident de l'Associació Catalana de Municipis i Comarques (ACM), vicepresident de la Comissió de Medi Ambient i Ecologia de la Federació Espanyola de Municipis i Províncies (FEMP) i diputat a les eleccions al Parlament de Catalunya de 2006, 2010 i 2012, en substitució de Ramon Espadaler.